# 몰디브
몰디브 공화국(디베히어: ދިވެހިރާއްޖޭގެ ޖުމްހޫރިއްޔާ 디베히라제게 줌후리야, 영어: Republic of Maldives, 문화어: 말디브 제도 공화국), 약칭 영국디베히어: ދިވެހިރާއްޖެ 디베히라제, 영어: Maldives, 영국식 영어 발음: /ˈmɔːldiːvz/, 문화어: 말디브)은 남아시아 인도양에 있는 섬나라로, 인도와 스리랑카 남서쪽에 있다. 국토는 남북으로 길게 늘어선 26개의 환초로 이루어져 있으며, 섬의 총수는 1,192개이다. 수도인 말레는 군주제 시절에 술탄이 왕궁을 짓고 다스리던 곳이다. 매년 100만명 이상의 사람이 방문하는 관광지이다.

## 역사

### 몰디브의 역사
몰디브 제도에는 BC 1세기경 스리랑카와 인도로부터 싱할라 사람이 건너와서 살았다고 한다. 그래서 북부에는 인도(드라비다)계 사람들이 많다. 그들은 처음에는 불교를 신봉하였으나, 12세기 중엽부터 아랍인과의 교역이 활발해지고 아랍인에 의한 이슬람교 포교 활동의 영향을 많이 받아 이슬람교가 확산되었다.
16세기 들어 서구 열강의 침입이 시작되었다. 가장 먼저 포르투갈이 몇 번의 점령 실패 끝에 1558년에 몰디브를 점령하여 인도의 고아로부터 총독을 파견하였다. 이후 인도 대륙을 장악한 영국이 몰디브를 식민지화하기에 이른다. 포르투갈과 달리 영국은 몰디브의 내정에 간섭하지 않는다는 조건으로 1887년 몰디브를 보호령으로 선포했고, 스리랑카 식민지에 편입하여 관리하였다. 1948년에 스리랑카가 영국으로부터 독립하면서, 몰디브는 영국 직할의 보호국이 되었다.
그 후 일시적인 공화제를 거쳐 1965년 7월에 영국으로부터 완전히 독립하였다. 같은 해 9월에는 UN에 가입하고, 1968년 11월에 새로운 헌법을 시행하여 공화국이 되었다. 1985년 7월에 영국 연방에 정식 가입하였으나, 2016년에 탈퇴하였다.
2008년 10월 8일에 치러진 선거에서 최장기 집권 대통령으로 알려진 마우문 압둘 가윰이 우세를 보였으나, 10월 29일에 야당 후보였던 모하메드 나시드가 대통령으로 당선되면서 정권교체가 이루어졌다. 그러나 나시드는 2011년 몰디브 반정부 시위 이후 2012년 2월에 자리에서 물러났고, 2013년 대선에서 압둘라 야민이 새로운 대통령으로 당선되었고 퇴임을 하여 대통령 선거에서 몰디브 민주당 소속의 이브라힘 모하메드 솔리가 압둘라 야민 前 대통령에게 물리치며 모하메드 나시드 이후 6년 만에 첫 정권 교체를 이룩하였다.

## 지리

### 개요
몰디브는 인도에서 약 500 km 남서쪽에 있으며, 동경 73도선을 축으로 북위 8°선 해협(Eight Degree Channel)에서부터 적도 남쪽의 남위 1도까지 남북으로 약 860 km, 동서 128 km의 해역에 흩어져 있는 1,190여 개의 작은 산호섬으로 이루어져 있는데, 그 가운데 200여 개의 섬에만 사람이 거주한다.

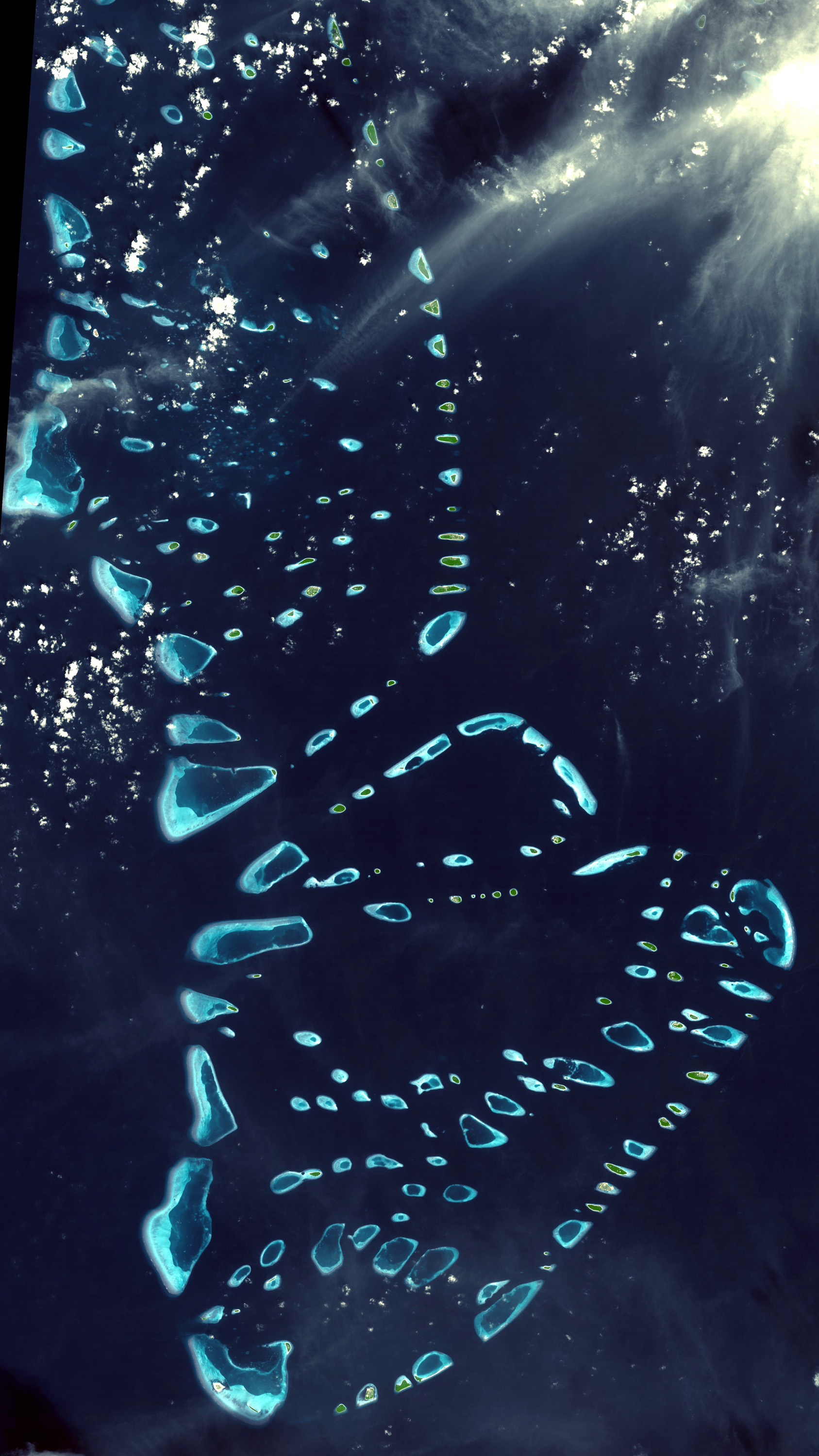
몰디브의 인공위성 사진

### 수몰 위기
몰디브는 가장 높은 지점이 해발 2m에 불과해 수몰 위기에 처해 있다. 2008년 11월 11일 대통령에 취임한 모하메드 나시드는, 지구온난화에 따른 해수면 상승으로 영토가 수몰될 날에 대비해 재원을 마련하고, 위기에 처한 몰디브 국민들이 이주할 새로운 땅을 사들이는 방안을 추진할 계획이라고 발표하였다. 이미 여러 나라와 접촉했으며 수용 가능한 방안임을 확인했다고 밝혔다. 몰디브와 기후조건이 크게 다르지 않은 인도, 스리랑카가 최우선적으로 검토되고 있으며 땅이 넓은 호주도 고려 대상에 포함돼 있다고 설명했다.

## 기후
기후는 고온 다습한 열대성 기후로 1년은 남서몬순계(5~10월)와 북동몬순계(11~4월)로 나뉜다. 남서몬순계에는 강한 바람이 불고 강우량이 많으나, 북동몬순계에는 공기가 건조하고 바람이 잔잔하여 비교적 견디기가 쉽다. 우계의 변절기에 해당하는 3~5월은 1년을 통해서 가장 더운 시기이다. 연평균 기온은 24~30℃이고. 연평균 강우량은 1,869mm이다. 북태평양의 팔라우와 더불어 연교차가 가장 적은 지역(1℃)이기도 하다.
| 말레 (말레 국제공항)의 기후                                           | 말레 (말레 국제공항)의 기후 | 말레 (말레 국제공항)의 기후 | 말레 (말레 국제공항)의 기후 | 말레 (말레 국제공항)의 기후 | 말레 (말레 국제공항)의 기후 | 말레 (말레 국제공항)의 기후 | 말레 (말레 국제공항)의 기후 | 말레 (말레 국제공항)의 기후 | 말레 (말레 국제공항)의 기후 | 말레 (말레 국제공항)의 기후 | 말레 (말레 국제공항)의 기후 | 말레 (말레 국제공항)의 기후 | 말레 (말레 국제공항)의 기후 |
| 월                                                                    | 1월                         | 2월                         | 3월                         | 4월                         | 5월                         | 6월                         | 7월                         | 8월                         | 9월                         | 10월                        | 11월                        | 12월                        | 연간                        |
| --------------------------------------------------------------------- | --------------------------- | --------------------------- | --------------------------- | --------------------------- | --------------------------- | --------------------------- | --------------------------- | --------------------------- | --------------------------- | --------------------------- | --------------------------- | --------------------------- | --------------------------- |
| 역대 최고 기온 °C (°F)                                                | 32.8 (91.0)                 | 33.6 (92.5)                 | 33.5 (92.3)                 | 35.0 (95.0)                 | 34.2 (93.6)                 | 34.9 (94.8)                 | 34.2 (93.6)                 | 33.4 (92.1)                 | 33.4 (92.1)                 | 33.8 (92.8)                 | 32.7 (90.9)                 | 33.5 (92.3)                 | 35.0 (95.0)                 |
| 일평균 최고 기온 °C (°F)                                              | 30.6 (87.1)                 | 31.0 (87.8)                 | 31.6 (88.9)                 | 31.9 (89.4)                 | 31.5 (88.7)                 | 31.1 (88.0)                 | 30.8 (87.4)                 | 30.7 (87.3)                 | 30.5 (86.9)                 | 30.5 (86.9)                 | 30.4 (86.7)                 | 30.4 (86.7)                 | 30.9 (87.6)                 |
| 일일 평균 기온 °C (°F)                                                | 28.2 (82.8)                 | 28.6 (83.5)                 | 29.2 (84.6)                 | 29.6 (85.3)                 | 29.3 (84.7)                 | 29.0 (84.2)                 | 28.7 (83.7)                 | 28.6 (83.5)                 | 28.4 (83.1)                 | 28.3 (82.9)                 | 28.1 (82.6)                 | 28.0 (82.4)                 | 28.7 (83.7)                 |
| 일평균 최저 기온 °C (°F)                                              | 26.0 (78.8)                 | 26.3 (79.3)                 | 26.8 (80.2)                 | 27.1 (80.8)                 | 26.6 (79.9)                 | 26.4 (79.5)                 | 25.9 (78.6)                 | 25.9 (78.6)                 | 25.7 (78.3)                 | 25.7 (78.3)                 | 25.5 (77.9)                 | 25.6 (78.1)                 | 26.1 (79.0)                 |
| 역대 최저 기온 °C (°F)                                                | 20.6 (69.1)                 | 22.6 (72.7)                 | 22.4 (72.3)                 | 21.8 (71.2)                 | 20.6 (69.1)                 | 22.1 (71.8)                 | 22.5 (72.5)                 | 21.0 (69.8)                 | 20.5 (68.9)                 | 22.5 (72.5)                 | 19.2 (66.6)                 | 22.0 (71.6)                 | 19.2 (66.6)                 |
| 평균 강우량 mm (인치)                                                 | 86.8 (3.42)                 | 37.9 (1.49)                 | 48.6 (1.91)                 | 127.2 (5.01)                | 238.2 (9.38)                | 146.1 (5.75)                | 198.1 (7.80)                | 193.2 (7.61)                | 213.7 (8.41)                | 245.4 (9.66)                | 235.6 (9.28)                | 212.2 (8.35)                | 1,983 (78.07)               |
| 평균 강우일수 (≥ 1.0 mm)                                              | 5.5                         | 3.2                         | 4.5                         | 8.5                         | 15.0                        | 12.9                        | 13.7                        | 13.0                        | 15.3                        | 15.2                        | 14.2                        | 12.0                        | 133.0                       |
| 평균 상대 습도 (%)                                                    | 78                          | 76                          | 76                          | 78                          | 80                          | 80                          | 79                          | 80                          | 80                          | 80                          | 81                          | 80                          | 79                          |
| 평균 월간 일조시간                                                    | 258.4                       | 263.5                       | 287.9                       | 259.6                       | 222.6                       | 210.5                       | 212.4                       | 229.1                       | 208.1                       | 229.8                       | 203.8                       | 215.1                       | 2,800.8                     |
| 출처 1: 세계기상기구 (평년값: 1991년~2020년, 상대습도: 1981년~2010년) |                             |                             |                             |                             |                             |                             |                             |                             |                             |                             |                             |                             |                             |
| 출처 2: Meteo Climat (극값: 1966년~현재)                              |                             |                             |                             |                             |                             |                             |                             |                             |                             |                             |                             |                             |                             |

## 인구와 주민
인구는 약 51만 5천 명이다. 성인 문자해독률은 99%에 이르며, 종교는 98.4%가 이슬람교이다.

## 언어
몰디브의 고유어이자 공용어인 디베히어는 인도-유럽어군에 속한다. 디베히어는 사용 인구가 30만 명에 불과해 소멸 위기에 처한 언어로 분류되고 있다. 영어 역시 관광을 비롯하여 상업 활동에 두루 쓰이고 있다. 공용어이기도 하다.

## 종교
본래 불교 사회였으나, 12세기 중엽에 이슬람교 사회로 변화되었다고 한다. 현재 헌법에 의해 이슬람교 수니파가 국교로 지정된 상태로, 종교의 자유가 매우 제한되어 있는 상태다. 이슬람교도들은 돼지고기와 술을 먹지 않고, 라마단 기간에는 아무것도 먹지 않는다.

## 문화
이슬람 문화가 주를 이룬다.

## 행정 구역
몰디브는 21개 행정 환초 (20개 환초와 수도 말레 환초)로 구성되어 있다.

## 산업
국민의 약 80% 이상이 관광 산업에 종사하고 있을 정도로 관광 산업이 발전했다.

## 외교관계
대한민국과 1967년 수교하였으며, 몰디브는 한국 관광객(신혼여행부부)이 1등으로 정말 많이 방문하는 관광지이기도 하다. 주 스리랑카 대사관이 공관을 겸임한다. 조선민주주의인민공화국과는 1970년에 수교하였다.

## 같이 보기
- 몰디브인
- 몰디브어